# Bryum sullivanii
Bryum sullivanii là một loài rêu trong họ Bryaceae. Loài này được Müll. Hal. mô tả khoa học đầu tiên năm 1893.